# Herting
Herting är en stadsdel i sydöstra Falkenberg. Den avgränsas av i väster av Ätran, i söder av Peter Åbergs väg, Kristineslättsallén och i nordöst av en skogsplantering. Området består främst av villabebyggelse. Villorna är till stor del byggda från 1910-talet och till och med 1960-talet. Det finns en del mindre affärer i området 
Utöver dessa ligger Falkenbergs idrottsplats  och Falkenbergs idrottshall i stadsdelen, liksom Hertingskolan , Tullbroskolan och Hertings kyrka.

## Etymologi
Namnet kommer möjligen från hjort (jfr Hjerting i Danmark). Det är först belagt som 'Hirthe' 1531 och har därefter stavats likt nuvarande stavning (t.ex. 'Hirtings laxegaardtt' 1569) 

## Historia
Drottning Kristinas ”krögare- och gästgifvarordning” från 1649 påbjöd att gästgiveri skulle finnas på ett antal platser i landet och 1651 omvandlades kronohemmanet Herting i Skrea socken till gästgivaregård. Innehavaren av gården var påtvingad gästgivare oavsett formen av förvärv. 
Falkenbergs stad köpte Herting, vars ägor i söder sträckte sig ned till Skrea strand, 1901 och marken införlivades med staden 1908. Strax därefter började Kommunala mellanskolan (senare Samrealskolan) byggas efter ritningar av Georg A. Nilsson. Skolan brann 1960; på dess plats ligger nuvarande Tullbroskolan.  I många år var Herting ett industriellt centrum med brännvinsbränneri, tegelbruk (1728-1985, flyttad till kvarteret Tegelbruket 1836), sågverk och mejeri. 1903 byggdes Hertings kraftverk i Ätran i Hertings fors, som då fyllde hela Falkenbergs energibehov.  Kraftstationen finns fortfarande kvar men ger nu endast 4 procent av behovet.. En fiskväg förbi kraftstationen byggdes 2014 .
Nils Gellerstedt tog 1906 fram ett stadsplaneförslag som kom kvarteren Mälaren och Tegelbacken kom att följa.
Bostäder började byggas 1914 i form av villor längs Ätran. Under de följande decennierna växte bebyggelsen och kom att bilda en hel stadsdel, till en början kallad Hertings villastad (populärt Egna hem, eftersom många hus finansierades med egnahemslån). Många av villorna är ritade och uppförda av byggmästaren Carl Landsten (1875–1969) och ofta täckta med en karakteristisk grov puts, kallad Falkenbergsputs. Herting är idag främst ett bostadsområde med mest villor men också en del radhus och flerbostadshus. Ett originellt inslag i stadsbilden är Olsgården från 1923 vid Strandvägen 7, ritad av Hakon Ahlberg. 
Den första stadsplanen för Herting kom 1932. Denna reviderades 1948.
År 1937 färdigställdes en ny järnvägsbro över Ätran, och Västkustbanan kom att dras tvärs igenom området över en större och en mindre viadukt vid Strandvägen. Järnvägstrafiken försvann 2008, då en ny bansträckning öster och norr om staden öppnades.